# بخش پوشتا (شهرستان آگلایزه، اوهایو)
بخش پوشتا (به انگلیسی: Pusheta Township) یک منطقهٔ مسکونی در ایالات متحده آمریکا است که در شهرستان اوگلایز واقع شده‌است.
 بخش پوشتا ۷۸٫۶ کیلومتر مربع مساحت و ۱٬۳۰۱ نفر جمعیت دارد و ۲۹۱ متر بالاتر از سطح دریا واقع شده‌است.